# 56 Leonard Street
Il 56 Leonard Street (IPA: [ˈfɪfti-sɪks ˈlɛnərd strit]) è un grattacielo residenziale a Tribeca, nella città di New York e costituisce l'edificio più alto di Tribeca. Lo studio architettonico Herzog & de Meuron, autore del progetto, ha definito l'edificio come "delle case impilate nel cielo". Inoltre, l'edificio è stato soprannominato Jenga per via della somiglianza, dovuta alla presenza dei balconi a sbalzo, all'omonimo gioco da tavolo.
È il terzo edificio residenziale più alto di New York.

## Storia
Nel 2007, Isak Senbahar acquistò i diritti d'aria del sito dalla New York Law School per 150 milioni di dollari. I lavori di scavo furono avviati quello stesso anno e nel 2008 iniziarono i lavori alle fondazioni. Successivamente i lavori furono bloccati e il progetto rimandato a data da destinarsi e ripresero soltanto quattro anni più tardi, nell'ottobre 2012.
A maggio 2013, circa i due terzi degli appartamenti erano stati venduti. Successivamente, lo sviluppatore Izak Senbahar ha dichiarato che nei primi sette mesi dell'anno erano stati venduti il 92% degli appartamenti. Nel giugno 2013, la penthouse della struttura è stata venduta all'esorbitante cifra di 47 milioni di dollari, diventando la residenza più costosa a sud di Midtown.
Nel luglio 2015, la struttura ha raggiunto la massima altezza. È stato completato nel 2016.

## Caratteristiche
Il grattacielo è stato progettato dallo studio di architettura svizzero Herzog & de Meuron, basandosi su una scultura simile dell'artista britannico Anish Kapoor, noto principalmente per il Cloud Gate di Chicago. Herzog & de Meuron hanno progettato anche gli interni dell'edificio, che includono cucine, infissi, bagni e caminetti su misura. Goldstein, Hill & West Architects sarà invece responsabile di sovrintendere ai lavori di realizzazione.
In totale l'edificio ospita 145 unità abitative, con una superficie variabile tra i 131,7 e i 594,6 m². I piani numero 9 e 10 sono occupati invece da zone comuni per i residenti, tra cui una piscina di 22 metri, una sala di proiezione da 25 posti e una sala giochi per bambini. L'edificio conta sette ascensori e l'elegante hall è caratterizzata da un rivestimento totale in granito nero.